# Reuben de Jong

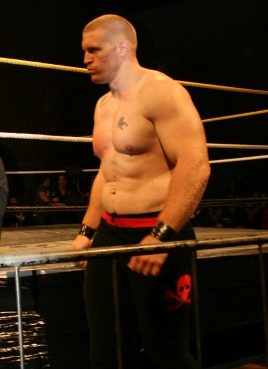
Reuben de Jong.

Reuben de Jong é um lutador de artes marciais misturadas, kickboxing e wrestling profissional e praticante de atletismo de força (strongman) neozelândes. Passou pela WWE, no território de desenvolvimento Florida Championship Wrestling (FCW), sob o nome no ringue Russell Walker. Sua sequência no kickboxing é de 1-3 e no MMA de 2-0.

## Títulos e prêmios

### Wrestling profissional
- Impact Pro Wrestling
  - IPW New Zealand Heavyweight Championship (uma vez)

### Atletismo de força
- 2004 New Zealand's Strongest Man
- 2005 New Zealand's Strongest Man